# Cosmina de Jos
Cosmina de Jos – wieś w Rumunii, w okręgu Prahova, w gminie Cosminele. W 2011 roku liczyła 397 mieszkańców.